# Militärimam

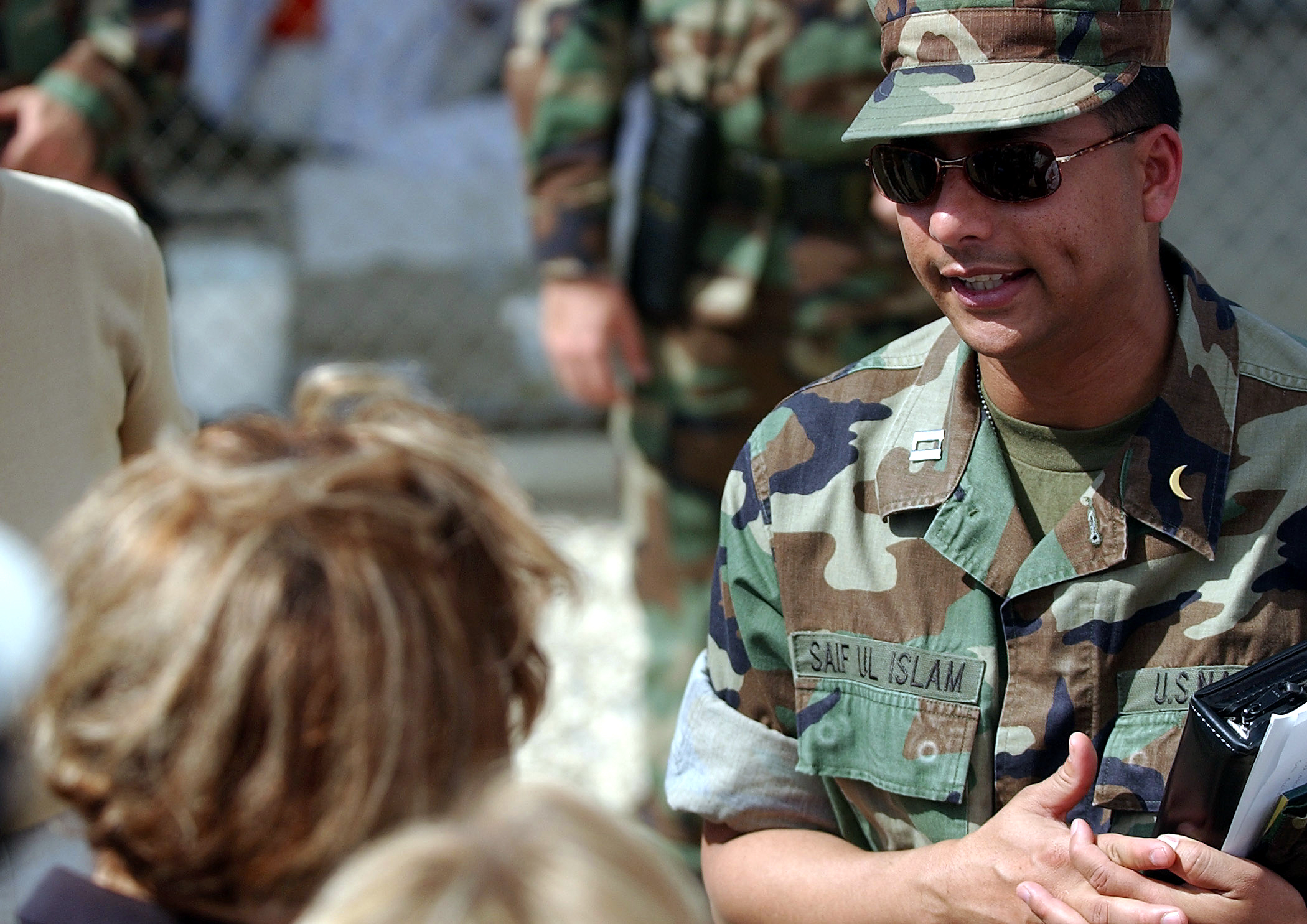
Ein Militärimam der US Navy (2002)

Ein Militärimam ist ein Geistlicher, der in Diensten des Militärs steht und Soldaten, Armeeangehörige und Kriegsgefangene islamischen Glaubens seelsorgerisch betreut.

## Militärimame im deutschsprachigen Raum

### Österreich
Bereits zu Zeiten der k.u.k.-Monarchie wurden in der österreichischen Armee Militärimame beschäftigt. Dies hatte seinen Grund in der zunehmenden Anzahl von Muslimen als Militärangehörige nach der Okkupation von Bosnien und der Herzegowina im Jahr 1881.
Nach dem Ersten Weltkrieg sind in der österreichischen Armee keine Militärseelsorger für Muslime mehr bekannt. 
Der Zuwachs an muslimischen Einwohnern Österreichs seit den 1990er Jahren führte dazu, dass die Notwendigkeit einer eigenen Militärseelsorge erneut kontrovers diskutiert wurde. In Österreich ist (anders als in Deutschland) der Islam als öffentliche Körperschaft anerkannt. Im Zuge der Integration von Soldaten mit Migrationshintergrund wurde im Februar 2004 ein Gebetsraum für Moslems in der Maria-Theresien-Kaserne in Wien eingerichtet.
Nachdem seit 2005 Verhandlungen zwischen dem österreichischen Bundesministerium für Landesverteidigung und Sport und Vertretern von Moslems in Österreich stattfanden, sei für 2008 die Bestellung von zwei Militärimamen auf der Basis von freien Werkverträgen geplant gewesen. Der erste dieser zwei Militärimame, Abdulmedzid Sijamhodzic aus Bosnien, wurde am 1. Juli 2015 für diese nebenberufliche Tätigkeit vom Bundesheer angestellt und sprach bei der Angelobung der Rekruten am 26. Oktober 2015 am Heldenplatz in Wien. Nach Presseberichten dienten 2015 etwa 700 muslimische Grundwehrdienstleistende im österreichischen Bundesheer. Im Oktober 2020 forderte Verteidigungsministerin Klaudia Tanner die Islamische Glaubensgemeinschaft in Österreich (IGGÖ) auf, den Imam abzuziehen und zu ersetzen. Anlass seien Anschuldigungen, er habe öffentlich Sympathie für die ehemalige Dschihad-Bewegung in Bosnien gezeigt.

### Schweiz
In der Schweiz wurde Anfang 2009 seitens des Präsidenten der Föderation islamischer Dachorganisationen die Installation eines Militärimams gefordert. Der Chef Armeeseelsorger der Schweizer Armee vertrat im Februar 2011 die Auffassung, es zeige sich kein Bedarf, in der Armeeseelsorge auch Imame oder Rabbiner einzusetzen.

### Deutschland
Evangelische und katholische Militärseelsorger betreuen Soldaten der Bundeswehr seit 1957. Im Juli 2011 befürwortete der Vorsitzende des Zentralrats der Muslime die Einführung von Militärimamen. Die Bundeswehr vertrat zur gleichen Zeit den Standpunkt, die Anzahl muslimischer Soldaten sei noch zu gering, um eine spezielle Militärseelsorge zu unterhalten. Das Zentrum Innere Führung gab 2011 ein Arbeitspapier für Vorgesetzte heraus, in dem der Umgang mit muslimischen Kameraden geregelt wird. Am 2. April 2019 erklärte das Verteidigungsministerium, dass die Bundeswehr Militärimame für die geschätzt etwa 3000 muslimischen Soldaten einführen wird. Erwähnt sei, dass bereits im Ersten Weltkrieg in Wünsdorf von 1915 an eine große Moschee im sogenannten Halbmondlager bestand.

## Westeuropa
Laut einer Veröffentlichung des Sozialwissenschaftlichen Instituts der Bundeswehr seien Imame in der Militärseelsorge der britischen (Anzahl unbekannt) und französischen Armee (Anzahl Stand 2008: 8) tätig.